# 全国地域サッカーチャンピオンズリーグ2016
全国地域サッカーチャンピオンズリーグ2016（ぜんこくちいきサッカーチャンピオンズリーグ2016）は、2016年11月11日から11月27日まで、山梨県、富山県、愛媛県及び千葉県で開催された40回目の全国地域サッカーチャンピオンズリーグ（旧・全国地域サッカーリーグ決勝大会）である。

## 概要
2016年8月1日に全国社会人サッカー連盟から大会要項が発表された。試合方式など基本的な大会のレギュレーションは前年までと同じだが、本年から大会名称が変更になったほか、地域リーグ優勝および全国社会人サッカー選手権大会（全社）上位以外の参加チームの選考方法においてJリーグ百年構想クラブが優遇される形となった（実際には適用されず）。
本大会は、1次ラウンドの1位すべてが全社上位枠で出場権を得たチームとなった。決勝ラウンドでは初の試みとなる、マルチアングル映像（Gnzo制作）によるインターネットライブ配信（全試合を対象）が行われた。

## 会場
1次ラウンド
| 組 | 試合会場名                   | 所在地           | 画像 |
| -- | ---------------------------- | ---------------- | ---- |
| A  | 西条市ひうち陸上競技場       | 愛媛県西条市     |      |
| B  | 富山県総合運動公園陸上競技場 | 富山県富山市     |      |
| C  | 富士北麓公園陸上競技場       | 山梨県富士吉田市 |      |

決勝ラウンド
| 試合会場名                   | 所在地       | 画像 |
| ---------------------------- | ------------ | ---- |
| ゼットエーオリプリスタジアム | 千葉県市原市 |      |

## 出場チーム
1. 2016年度各地域リーグ優勝チーム (9チーム)
  - 北海道：ノルブリッツ北海道FC
  - 東北1部：コバルトーレ女川
  - 関東1部：東京23FC
  - 北信越1部：アルティスタ東御
  - 東海1部：FC刈谷
  - 関西1部：アルテリーヴォ和歌山
  - 中国：SRC広島
  - 四国：FC今治
  - 九州：J.FC MIYAZAKI
2. 第52回全国社会人サッカー選手権大会出場チームより最大3チーム（ベスト4以上かつ地域リーグ優勝により出場権を得ていない上位3チーム）
  - 1位：三菱自動車水島FC（中国3位）
  - 2位：鈴鹿アンリミテッドFC（東海1部2位）
  - 3位：ヴィアティン三重（東海1部3位）
3. 1.および2.の条件で12チームに満たない場合は各地域リーグで2位となったJリーグ百年構想クラブを補充する（複数存在する場合はJリーグ百年構想クラブに承認された順序が早いクラブを優先する。また、この要件での出場権獲得は各クラブ1回限りとする）。
  - 該当無し（該当しうるクラブのうち、FC今治は四国リーグ優勝で出場権獲得、tonan前橋は関東1部9位（2部へ自動降格）のため、2016年は優先補充対象となるクラブはなかった）。
4. 1.から3.の条件で12チームに満たない場合は「2010年6月末の全国社会人サッカー連盟加盟登録チームの多い順番（関東→関西→九州→東海→北海道→中国→北信越→東北→四国）」で巡回し輪番により補充する（2016年度は東海→北海道→中国の順）。
  - 該当無し

## 試合方式
- 1次ラウンドは出場12チームを4チームずつ3グループに分け、1回戦総当たりリーグ戦を戦う。各グループ1位の3チームと、各グループ2位のうち成績最上位チームの計4チームが決勝ラウンドに進出する。決勝ラウンドも4チームが1回戦総当たりリーグ戦を戦う。
  - グループ分けについては以下の方法で行われた[3]。
    1. 各地域リーグ優勝チームのうち1次ラウンド会場に最も近い3チーム（西条ひうち：今治、富山県総：東御、富士北麓：東京23）を「ポット1」、これ以外の各地域リーグ優勝チーム6チームを「ポット2」、全社上位で出場する3チーム（三菱水島、鈴鹿、V三重）を「ポット3」に振り分ける。これにより、ポット1とポット3の各チームは同一のグループにならないことがあらかじめ決まっている。
    2. グループ名（A・B・C）を記したボールを入れた「抽選箱1」と、会場ごとのポジション番号（1 - 4）を記したボールを入れた「抽選箱2」の2つを用意する。
    3. まず「ポット1」の3チームが「抽選箱2」を抽選し、決勝トーナメントのポジションを決定する。残ったポジションはワイルドカード（1次ラウンド2位最上位）の枠となる。
    4. 次に、再び「ポット1」の3チームが「抽選箱1」と「抽選箱2」を抽選し（「抽選箱2」はその都度戻す）、1次ラウンド会場とグループを紐付ける。
    5. 続いて、「ポット2」の6チームが「抽選箱1」と「抽選箱2」を抽選し（どちらも、その都度必要なボールだけを入れて抽選する）、各チームのポジションを決定する。
    6. 最後に、「ポット3」の3チームが「抽選箱1」を抽選し、各チームのポジションを決定する。
- 試合は90分（45分ハーフ）で、同点の場合は延長戦を行わず、PK戦により勝敗を決める。
- 1次ラウンド・決勝ラウンドとも、試合ごとに勝ち点（90分での勝利=3、PK戦勝利=2、PK戦敗戦=1、90分での敗戦=0）を与え、3試合での累計勝ち点により順位を決定する。同勝ち点の場合は得失点差→総得点数→当該チーム間の対戦成績（各グループ2位の最上位を決める場合には比較対象としない）→PK戦における得失点差（PK戦の回数が異なる場合は比較対象としない）→反則ポイントで優劣を定め、それでも差がつかない場合は抽選とする。

## 試合スケジュール
組み合わせ抽選会は10月29日に行われた。

### 1次ラウンド

#### Aグループ
| 番 | チーム               | 点 | 試 | 勝 | P勝 | P敗 | 敗 | 得 | 失 | 差  |
| -- | -------------------- | -- | -- | -- | --- | --- | -- | -- | -- | --- |
| A3 | ヴィアティン三重     | 9  | 3  | 3  | 0   | 0   | 0  | 12 | 1  | +11 |
| A2 | FC今治               | 6  | 3  | 2  | 0   | 0   | 1  | 11 | 3  | +8  |
| A4 | SRC広島              | 2  | 3  | 0  | 1   | 0   | 2  | 0  | 14 | -14 |
| A1 | ノルブリッツ北海道FC | 1  | 3  | 0  | 0   | 1   | 2  | 1  | 6  | -5  |

| #1 | 2016年11月11日 10:45 |

| ノルブリッツ北海道FC | 0 - 3          | FC今治                              |
|                      | 公式記録 (PDF) | 長尾善公 11分, 32分 · 桑島良汰 49分 |

| 西条市ひうち陸上競技場 観客数: 600人 主審: 加藤正和 |

| #2 | 2016年11月11日 13:30 |

| ヴィアティン三重                                                                              | 6 - 0          | SRC広島 |
| 寺尾俊祐 3分 · 加倉広海 9分 · 坂井将吾 29分 · 田中優毅 33分 · 岩崎晃也 71分 · 藤牧祥吾 90+2分 | 公式記録 (PDF) |         |

| 西条市ひうち陸上競技場 観客数: 120人 主審: 松澤慶和 |

| #7 | 2016年11月12日 10:45 |

| ノルブリッツ北海道FC | 1 - 3          | ヴィアティン三重                              |
| 名雪遼平 51分 (PK)   | 公式記録 (PDF) | 藤牧祥吾 19分 · 高田祥生 53分 · 加倉広海 80分 |

| 西条市ひうち陸上競技場 観客数: 350人 主審: 松本大 |

| #8 | 2016年11月12日 13:30 |

| FC今治                                                                                  | 8 - 0          | SRC広島 |
| 桑島良汰 2分, 68分 · 中野圭 8分, 90+2分 · 長島滉大 15分, 55分, 90+1分 · 小野田将人 61分 | 公式記録 (PDF) |         |

| 西条市ひうち陸上競技場 観客数: 850人 主審: 花川雄一 |

| #13 | 2016年11月13日 10:45 |

| ノルブリッツ北海道FC                | 0 - 0          | SRC広島                                      |
|                                     | 公式記録 (PDF) |                                              |
|                                     | PK戦           |                                              |
| 名雪遼平 畠山直人 相木良介 土田真也 | 2 - 4          | 吉木健一 日高直 木下卓哉 長谷川博一 横井恵一 |

| 西条市ひうち陸上競技場 観客数: 250人 主審: 松本大 |

| #14 | 2016年11月13日 13:30 |

| FC今治 | 0 - 3          | ヴィアティン三重                    |
|        | 公式記録 (PDF) | 岩崎晃也 37分, 43分 · 寺尾俊祐 39分 |

| 西条市ひうち陸上競技場 観客数: 1,200人 主審: 加藤正和 |

#### Bグループ
| 番 | チーム           | 点 | 試 | 勝 | P勝 | P敗 | 敗 | 得 | 失 | 差 |
| -- | ---------------- | -- | -- | -- | --- | --- | -- | -- | -- | -- |
| B1 | 三菱水島FC       | 9  | 3  | 3  | 0   | 0   | 0  | 6  | 3  | +3 |
| B4 | アルティスタ東御 | 6  | 3  | 2  | 0   | 0   | 1  | 4  | 2  | +2 |
| B3 | コバルトーレ女川 | 2  | 3  | 0  | 1   | 0   | 2  | 1  | 4  | -3 |
| B2 | FC刈谷           | 1  | 3  | 0  | 0   | 1   | 2  | 3  | 5  | -2 |

| #3 | 2016年11月11日 10:45 |

| 三菱水島FC                                    | 3 - 2          | FC刈谷                        |
| 齋藤和磨 30分 · 高瀬翔太 32分 · 宮澤龍二 69分 | 公式記録 (PDF) | 中野裕太 52分 · 富ヶ原良 84分 |

| 富山県総合運動公園陸上競技場 観客数: 100人 主審: 国吉真樹 |

| #4 | 2016年11月11日 13:30 |

| コバルトーレ女川 | 0 - 2          | アルティスタ東御                |
|                  | 公式記録 (PDF) | 岡田孝徳 62分 · 半田武嗣 90+5分 |

| 富山県総合運動公園陸上競技場 観客数: 115人 主審: 先立圭吾 |

| #9 | 2016年11月12日 10:45 |

| 三菱水島FC    | 1 - 0          | コバルトーレ女川 |
| 高瀬翔太 12分 | 公式記録 (PDF) |                  |

| 富山県総合運動公園陸上競技場 観客数: 300人 主審: 大原謙哉 |

| #10 | 2016年11月12日 13:30 |

| FC刈谷 | 0 - 1          | アルティスタ東御  |
|        | 公式記録 (PDF) | 佐藤啓志郎 90+4分 |

| 富山県総合運動公園陸上競技場 観客数: 272人 主審: 田中玲匡 |

| #15 | 2016年11月13日 10:45 |

| 三菱水島FC                   | 2 - 1          | アルティスタ東御 |
| 山下聡也 2分 (PK), 10分 (PK) | 公式記録 (PDF) | 喜屋武聖矢 42分  |

| 富山県総合運動公園陸上競技場 観客数: 225人 主審: 大原謙哉 |

| #16 | 2016年11月13日 13:30 |

| FC刈谷                     | 1 - 1          | コバルトーレ女川                |
| 中野裕太 5分               | 公式記録 (PDF) | 吉田圭 47分                     |
|                            | PK戦           |                                 |
| 藤本陽平 稲葉圭吾 櫻岡徹也 | 1 - 4          | 黒田涼太 嶺岸祐介 吉田圭 木内瑛 |

| 富山県総合運動公園陸上競技場 観客数: 150人 主審: 国吉真樹 |

#### Cグループ
| 番 | チーム               | 点 | 試 | 勝 | P勝 | P敗 | 敗 | 得 | 失 | 差 |
| -- | -------------------- | -- | -- | -- | --- | --- | -- | -- | -- | -- |
| C1 | 鈴鹿アンリミテッドFC | 9  | 3  | 3  | 0   | 0   | 0  | 5  | 1  | +4 |
| C4 | 東京23FC             | 5  | 3  | 1  | 1   | 0   | 1  | 2  | 3  | -1 |
| C3 | J.FC MIYAZAKI        | 4  | 3  | 1  | 0   | 1   | 1  | 4  | 4  | 0  |
| C2 | アルテリーヴォ和歌山 | 0  | 3  | 0  | 0   | 0   | 3  | 1  | 4  | -3 |

| #5 | 2016年11月11日 10:45 |

| 鈴鹿アンリミテッドFC | 1 - 0          | アルテリーヴォ和歌山 |
| 北野純也 37分        | 公式記録 (PDF) |                      |

| 富士北麓公園陸上競技場 観客数: 96人 主審: 堀格郎 |

| #6 | 2016年11月11日 13:30 |

| J.FC MIYAZAKI                          | 1 - 1          | 東京23FC                                   |
| 高瀬廉 87分                            | 公式記録 (PDF) | 山本恭平 80分                              |
|                                        | PK戦           |                                            |
| 高瀬廉 戸波恵斗 保勇佑 福元考佑 神田傑 | 3 - 4          | 山本恭平 吉田正樹 飯島秀教 福井快 伊藤竜司 |

| 富士北麓公園陸上競技場 観客数: 138人 主審: 辛島宗烈 |

| #11 | 2016年11月12日 10:45 |

| 鈴鹿アンリミテッドFC            | 2 - 1          | J.FC MIYAZAKI |
| 野口遼太 85分 · 小西洋平 90+3分 | 公式記録 (PDF) | 戸波恵斗 65分 |

| 富士北麓公園陸上競技場 観客数: 205人 主審: 上原直人 |

| #12 | 2016年11月12日 13:30 |

| アルテリーヴォ和歌山 | 0 - 1          | 東京23FC      |
|                      | 公式記録 (PDF) | 沓掛元気 61分 |

| 富士北麓公園陸上競技場 観客数: 303人 主審: 内田康博 |

| #17 | 2016年11月13日 10:45 |

| 鈴鹿アンリミテッドFC          | 2 - 0          | 東京23FC |
| 北野純也 38分 · 野口遼太 78分 | 公式記録 (PDF) |          |

| 富士北麓公園陸上競技場 観客数: 327人 主審: 上原直人 |

| #18 | 2016年11月13日 13:30 |

| アルテリーヴォ和歌山 | 1 - 2          | J.FC MIYAZAKI       |
| 岩宗英志 51分        | 公式記録 (PDF) | 井福晃紀 16分, 71分 |

| 富士北麓公園陸上競技場 観客数: 147人 主審: 堀格郎 |

#### 各グループ2位
| 組 | チーム           | 点 | 試 | 勝 | P勝 | P敗 | 敗 | 得 | 失 | 差 |
| -- | ---------------- | -- | -- | -- | --- | --- | -- | -- | -- | -- |
| A  | FC今治           | 6  | 3  | 2  | 0   | 0   | 1  | 11 | 3  | +8 |
| B  | アルティスタ東御 | 6  | 3  | 2  | 0   | 0   | 1  | 4  | 2  | +2 |
| C  | 東京23FC         | 5  | 3  | 1  | 1   | 0   | 1  | 2  | 3  | -1 |

### 決勝ラウンド
| 番 | 位   | チーム               | 点 | 試 | 勝 | P勝 | P敗 | 敗 | 得 | 失 | 差 |
| -- | ---- | -------------------- | -- | -- | -- | --- | --- | -- | -- | -- | -- |
| F3 | WC   | FC今治               | 9  | 3  | 3  | 0   | 0   | 0  | 8  | 1  | +7 |
| F1 | A1位 | ヴィアティン三重     | 6  | 3  | 2  | 0   | 0   | 1  | 6  | 5  | +1 |
| F4 | C1位 | 鈴鹿アンリミテッドFC | 3  | 3  | 1  | 0   | 0   | 2  | 5  | 6  | -1 |
| F2 | B1位 | 三菱水島FC           | 0  | 3  | 0  | 0   | 0   | 3  | 1  | 8  | -7 |

| #19 | 2016年11月25日 10:45 |

| ヴィアティン三重              | 2 - 1          | 三菱水島FC    |
| 寺尾俊祐 27分 · 藤牧祥吾 89分 | 公式記録 (PDF) | 宮澤龍二 77分 |

| ゼットエーオリプリスタジアム 観客数: 283人 主審: 上原直人 |

| #20 | 2016年11月25日 13:30 |

| FC今治              | 2 - 1          | 鈴鹿アンリミテッドFC |
| 桑島良汰 19分, 66分 | 公式記録 (PDF) | 吉川拓也 57分        |

| ゼットエーオリプリスタジアム 観客数: 390人 主審: 松澤慶和 |

| #21 | 2016年11月26日 10:45 |

| ヴィアティン三重 | 0 - 3          | FC今治                                 |
|                  | 公式記録 (PDF) | 中野圭 31分, 74分 (PK) · 桑島良汰 50分 |

| ゼットエーオリプリスタジアム 観客数: 747人 主審: 先立圭吾 |

| #22 | 2016年11月26日 13:30 |

| 三菱水島FC | 0 - 3          | 鈴鹿アンリミテッドFC                         |
|            | 公式記録 (PDF) | 矢野純平 4分 · 北野純也 16分 · 野口遼太 83分 |

| ゼットエーオリプリスタジアム 観客数: 468人 主審: 渡辺康太 |

| #23 | 2016年11月27日 10:45 |

| ヴィアティン三重                          | 4 - 1          | 鈴鹿アンリミテッドFC |
| 藤牧祥吾 35分, 63分 · 加藤秀典 43分, 61分 | 公式記録 (PDF) | 北野純也 10分 (PK)   |

| ゼットエーオリプリスタジアム 観客数: 597人 主審: 松澤慶和 |

| #24 | 2016年11月27日 13:30 |

| 三菱水島FC | 0 - 3          | FC今治                            |
|            | 公式記録 (PDF) | 長尾善公 61分, 80分 · 上村岬 74分 |

| ゼットエーオリプリスタジアム 観客数: 451人 主審: 上原直人 |

## 最終結果
- 優勝：FC今治
- 2位：ヴィアティン三重
- 3位：鈴鹿アンリミテッドFC
- 4位：三菱水島FC

上位2チームは12月7日に行われたJFL理事会でJFL昇格が正式に決定した。